# Takumi Miyayoshi
Takumi Miyayoshi (jap. 宮吉 拓実 Miyayoshi Takumi; ur. 7 sierpnia 1992) – japoński piłkarz występujący na pozycji napastnika. Obecnie występuje w Sanfrecce Hiroszima.

## Kariera klubowa
Od 2008 roku występował w klubach Kyoto Sanga FC, Kataller Toyama i Sanfrecce Hiroszima.